# 飛行機模型スペシャル
『飛行機模型スペシャル』はモデルアート社によって発行される模型雑誌の名称。飛行機模型を中心とした誌面構成で現代の航空機から、大戦時の航空機まで広く扱う。

## 概要
2013年5月に発行された。以後、年に4冊発行される。